# Gasparo Prospero Pesci
Pour les articles homonymes, voir Pesci.
Gasparo Prospero Pesci, ou simplement Prospero Pesci, né en 1710 à Bologne et mort entre 1784 et 1789 dans la même ville, est un peintre italien de la Quadratura du XVIIIe siècle.

## Biographie
Il est élève de Serafino Brizzi.
Il peignait des paysages et des vues d'architecture et a principalement collaboré avec Nicola Bertucci. Il était actif vers 1776. 
Son fils Gaetano devient lui aussi peintre de paysages, après avoir suivi une formation de son père.

## Œuvres
On retrouve certaines de ses œuvres dans les archives de la Frick Art Reference Library (en), à New York.
Le palais Malvezzi Campeggi a autrefois abrité des peintures de Pesci ainsi que de Vincenzo Martinelli, jusqu'à l'extinction de la famille Malvezzi au début du XIXe siècle.